# Ригліце
Риглі́це (пол. Ryglice) — місто в південній Польщі. Належить до Тарновського повіту Малопольського воєводства.

## Географія
Селом протікає річка Шведка.

## Демографія
Демографічна структура станом на 31 березня 2011 року:
|          | Загалом | Допрацездатний вік | Працездатний вік | Постпрацездатний вік |
| -------- | ------- | ------------------ | ---------------- | -------------------- |
| Чоловіки | 1430    | 352                | 907              | 171                  |
| Жінки    | 1448    | 315                | 822              | 311                  |
| Разом    | 2878    | 667                | 1729             | 482                  |